# Aspicilia uxoris
Aspicilia uxoris är en lavart som först beskrevs av Werner, och fick sitt nu gällande namn av V. J. Rico, Aragón & Esnault. Aspicilia uxoris ingår i släktet Aspicilia och familjen Megasporaceae.   Inga underarter finns listade i Catalogue of Life.